# Filip (parochie)
Filip is een parochie van de Deense Volkskerk in de Deense gemeente Kopenhagen. De parochie maakt deel uit van het bisdom Kopenhagen en telt 7830 kerkleden op een bevolking van 10.835 (2004). De parochie werd tot 1970 gerekend onder Sokkelund Herred.
De parochie werd gesticht in 1907 als afsplitsing van de parochie Sundby. De eerste parochiekerk kwam in hetzelfde jaar gereed. De huidige, grotere kerk, dateert uit 1924.

## Externe link

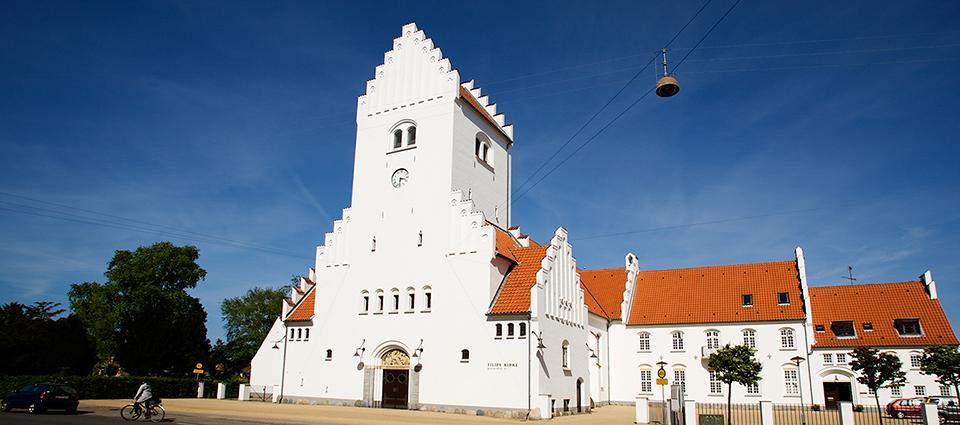
Filippuskerk (1924-1928)